# Az Amerikai Egyesült Államok nagypecsétje

## Elülső oldala

Az Amerikai Egyesült Államok nagypecsétje

Az Amerikai Egyesült Államok nagypecsétje az elülső oldalán az állam címerét (angolul: US Seal Coat of Arms) hordozza, ez egy szétterjesztett szárnyú, szárnytollú és lábú fehérfejű rétisas (Haliaeetus leucocephalus). Feje és farktollai fehérek, a többi része barna. A testét takaró pajzs tizenhárom vörös és fehér függőleges sáv, a tetejét vízszintes kék sáv díszíti. Ezt a pajzsot az 1777-es zászló alapján mintázták, és az alapító tagállamra utal. A sas bal karmaiban zöld babérágat tart 13 levéllel, a jobb oldalon pedig szintén 13 ezüst nyilat. Mindkettő a szenátust jelképezi, amely háborúban és békében is vezetheti az országot. A sas feje fölött látható korong közepén a tizenhárom ezüstcsillag ismét az alapító tagállamokra utal, A sas csőrében tartott sárga szalagon az ország latin nyelvű mottója olvasható: „E pluribus unum” („Sokból egy”).

## Hátoldala

A nagypecsét hátoldala

A 13 fokú piramis alapján az MDCCLXXVI (1776) római szám olvasható, ez a függetlenségi nyilatkozat kiadásának éve. A piramis befejezetlen annak szimbólumaként, hogy az államoknak még dolgozniuk kell a kiteljesedésen. Az ábrázolás háromdimenziós, ami a heraldikában igen szokatlan, akárcsak a bokrok és gyomok naturalisztikus megjelenítése az építmény lábánál. A piramis köveinek a száma a különböző változatokon eltérő, az 1972-es főváltozaton 79.
A mindent látó szemet (trinacria) eredetileg egyházi ábrázolásokból kölcsönözték. Mivel a szabadkőművesség is felhasználta ezt a jelképet, hibásan kapcsolatba hozzák az illuminátus renddel.
A latin feliratok:
- ANNUIT CŒPTIS

„Megáldotta a megkezdetteket”: Vergilius Aeneis című művéből származik. Ott ez áll: „Jupiter omnipotens, audacibus annue cœptis.” („Mindenható Jupiter, áldd meg a merészen megkezdetteket!”)
- NOVUS ORDO SECLORUM

„A korszak új rendje”: ez az angol uralkodóktól való leválást idézi, és egyben Vergilius negyedik eklogájára utal: „Magnus ab integro sæclorum nascitur ordo.” („Újra kezdődik a korszakok nagy sora.”)

## Az irodalomban
Dan Brown amerikai író több regényében is foglalkozik a nagypecsét szimbólumrendszerével, annak szabadkőműves—illuminátus eredetével:
- Az Angyalok és démonokban fejti ki azt az álláspontját, amely szerint az amerikai történelemben semmiféle piramis nem szerepel, tehát ez a jelkép nem a múltra utal, hanem a fölfelé, a megvilágosodás végső forrása felé mozgást szimbolizálja. A szerző koncepciója szerint ezt a szabadkőművesek a regény központjába állított illuminátus rendtől vették át. Ez a „ragyogó delta” a megvilágosodott változás óhaja, a szem pedig nevezett illuminátusok azon óhajára utal, hogy behatoljanak mindenhová, és ott megfigyeljék a dolgokat. Ezeket a jelképeket valószínűleg Henry Wallace alelnök helyeztette el a bankón. Ő közismert szabadkőműves volt, miként elnöke, Franklin D. Roosevelt is.[3]